# BMW S65
La sigla BMW S65 indica una piccola serie di motori V8 a ciclo Otto prodotta dal 2007 al 2013 dalla Casa automobilistica tedesca BMW.

## Caratteristiche

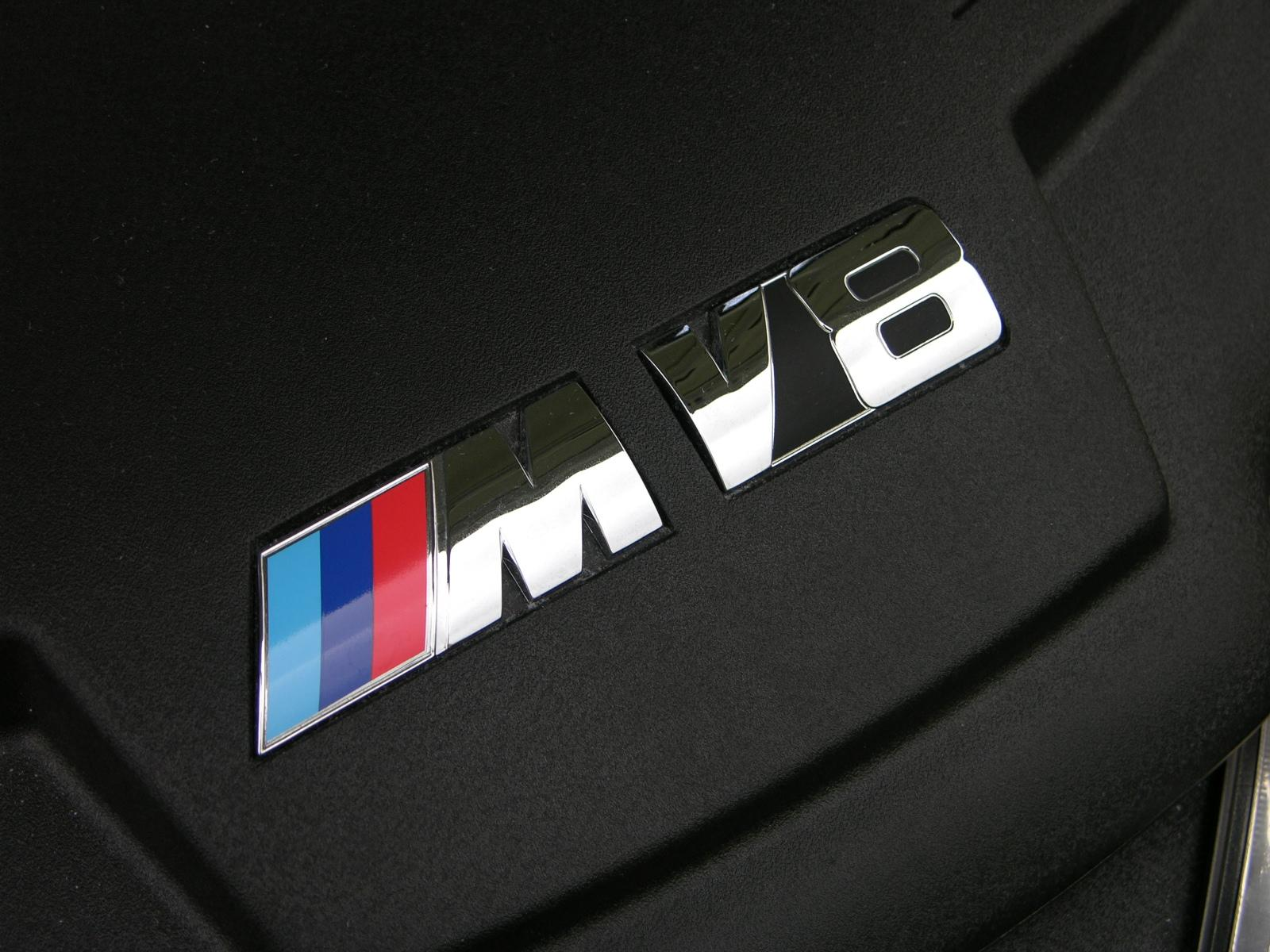
Logo del motore S63

Questo motore va a sostituire l'unità S54, rispetto alla quale è completamente diverso. Con la nascita del motore S65 viene infatti abbandonata l'architettura a 6 cilindri in linea, presente dal 1993, in favore di un nuovo, potente e tecnologico V8 da 4 litri. Nonostante la maggior complessità della nuova unità motrice, il peso finale è inferiore a quello del precedente 6 cilindri (202 kg contro 217). Tale motore deriva dalla più grande unità S85B50, ossia il V10 montato sulla BMW M5 E60. Ma non si tratta semplicemente del motore dell'M5 privato di 2 cilindri: per alcuni versi il motore S65 rappresenta infatti un'evoluzione del potente V10, ottenuta attingendo anche alle conoscenze maturate della Casa tedesca nelle competizioni di Formula 1. Dall'originario 4 litri è stato in seguito derivato una ancor più performante unità da 4,4 litri.

### S65B40
Di seguito viene descritto più in dettaglio il motore da 4 litri.

#### Monoblocco

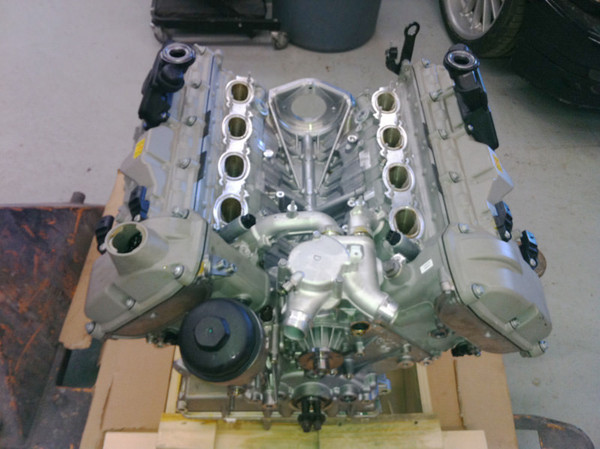
Vista a "nudo" di un V8 S65 montato su una M3

Il monoblocco è realizzato tramite fusione a getto in conchiglia utilizzando una lega di alluminio e silicio chiamata alusil, la quale permette, dopo un opportuno trattamento elettrochimico, di ottenere delle camicie in silicio per ogni cilindro.
Le due bancate di cilindri formano tra loro un angolo di 90°. Gli ingegneri della M GmbH, il reparto sportivo BMW (un tempo chiamato Motorsport) hanno puntato su tale misura per ottenere un ottimale bilanciamento ed un'efficace riduzione delle vibrazioni. Ciò è anche dovuto ad un ridotto disassamento tra le bancate, che rende oltretutto il propulsore più compatto e rigido. Le misure di alesaggio e corsa sono pari a quelle del V10 S85, vale a dire di 92x75,2 mm, per una cilindrata complessiva di 3999 cm³.
Anche il rapporto di compressione ricalca quello del V10 BMW da 5 litri, e si conferma così a 12:1.
Per ridurre le vibrazioni nel basamento, l'albero a gomiti è installato su una struttura derivante dalle competizioni e denominata "Bedplate", che riduce il gioco dei supporti di banco. Quanto all'albero motore stesso, realizzato in acciaio forgiato, esso è di ingombri relativamente contenuti, sia grazie al già citato disassamento ridotto tra le bancate, sia grazie all'interasse dei cilindri, anch'esso decisamente contenuto.
Le bielle sono state realizzate in acciaio e magnesio e sono particolarmente leggere, così come leggeri sono anche i pistoni, realizzati in lega di alluminio.

#### Testate

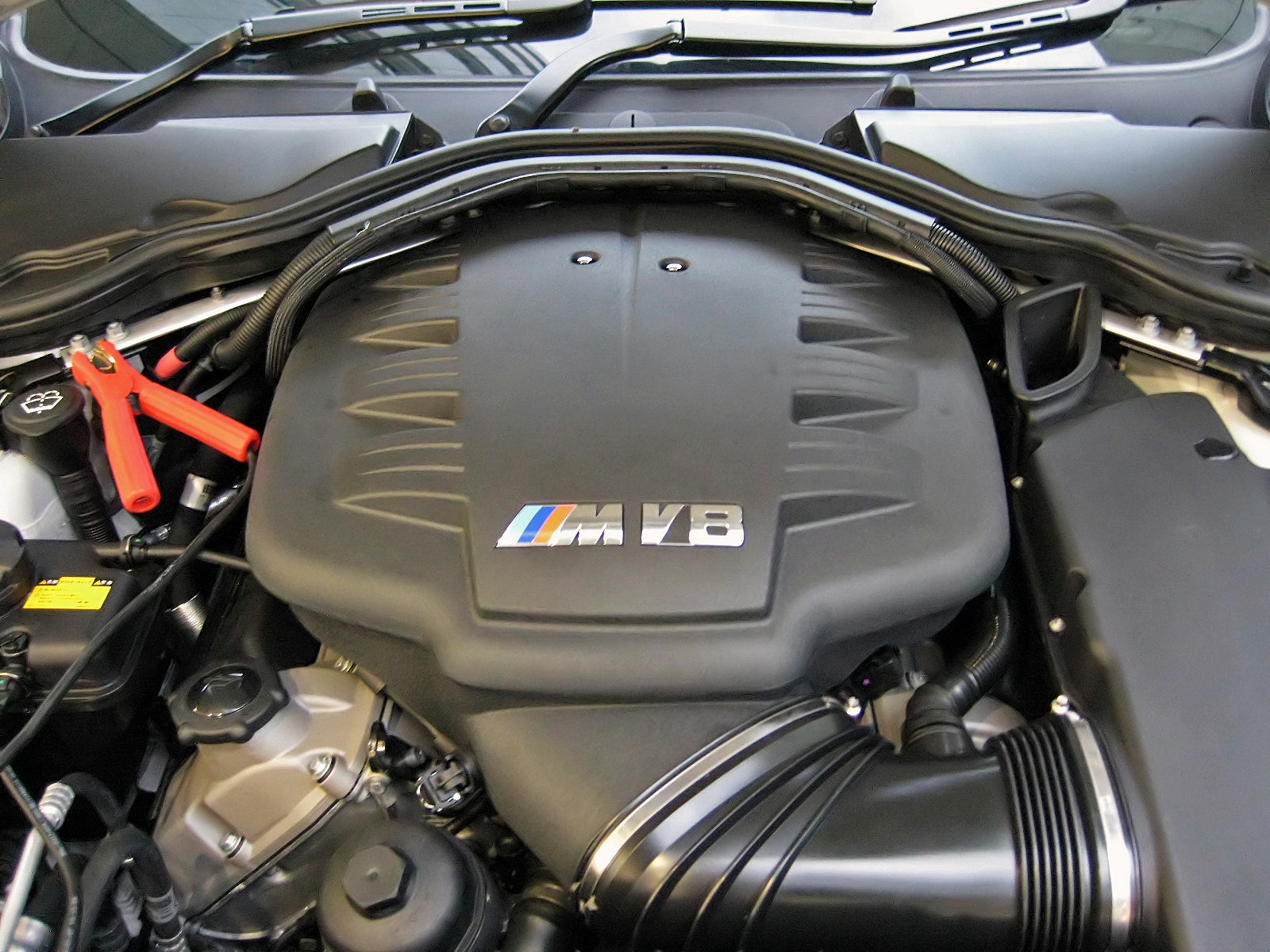
Vista di un motore S65B40

Le testate del motore S65 sono realizzate in lega di alluminio.La distribuzione segue uno schema ormai classico presso la BMW. Le tradizionali quattro valvole per cilindro sono mosse da due assi a camme in testa per bancata, che agiscono su punterie idrauliche a bicchiere. Sempre rispettando la tradizione della Casa, la fasatura degli assi a camme è variabile grazie all'ausilio del sistema Doppio Vanos. Nell'unità S65, tali sistemi sono stati rivisti in modo da poter funzionare senza un circuito idraulico dedicato, ma direttamente grazie alla pressione dell'olio motore. Ciò rappresenta un'evoluzione rispetto al V10 S85, che invece ha un circuito dedicato.

#### Lubrificazione
Il sistema di lubrificazione del motore S65, a carter umido, è provvisto di due pompe a palette realizzate in maniera particolare. A seconda delle condizioni di utilizzo della vettura, esse variano la pressione dell'olio da inviare nel circuito. Tutto questo perché non si abbiano falsi pescaggi dell'olio in condizioni di guida sportiva, quando durante brusche frenate o brusche sterzate potrebbe verificarsi un eccesso di forza centrifuga che impedisce la corretta circolazione dell'olio. Inoltre, un'altra caratteristica è la presenza di una coppa dell'olio divisa in due parti.

#### Raffreddamento
Per questo motore il sistema di raffreddamento a liquido è stato studiato appositamente. Il motore S65 è così provvisto di una rete di raffreddamento a flusso orizzontale, che parte dal basamento e sale orizzontalmente fino a raggiungere le due testate, per poi tornare al radiatore e riprendere il ciclo.

#### Aspirazione

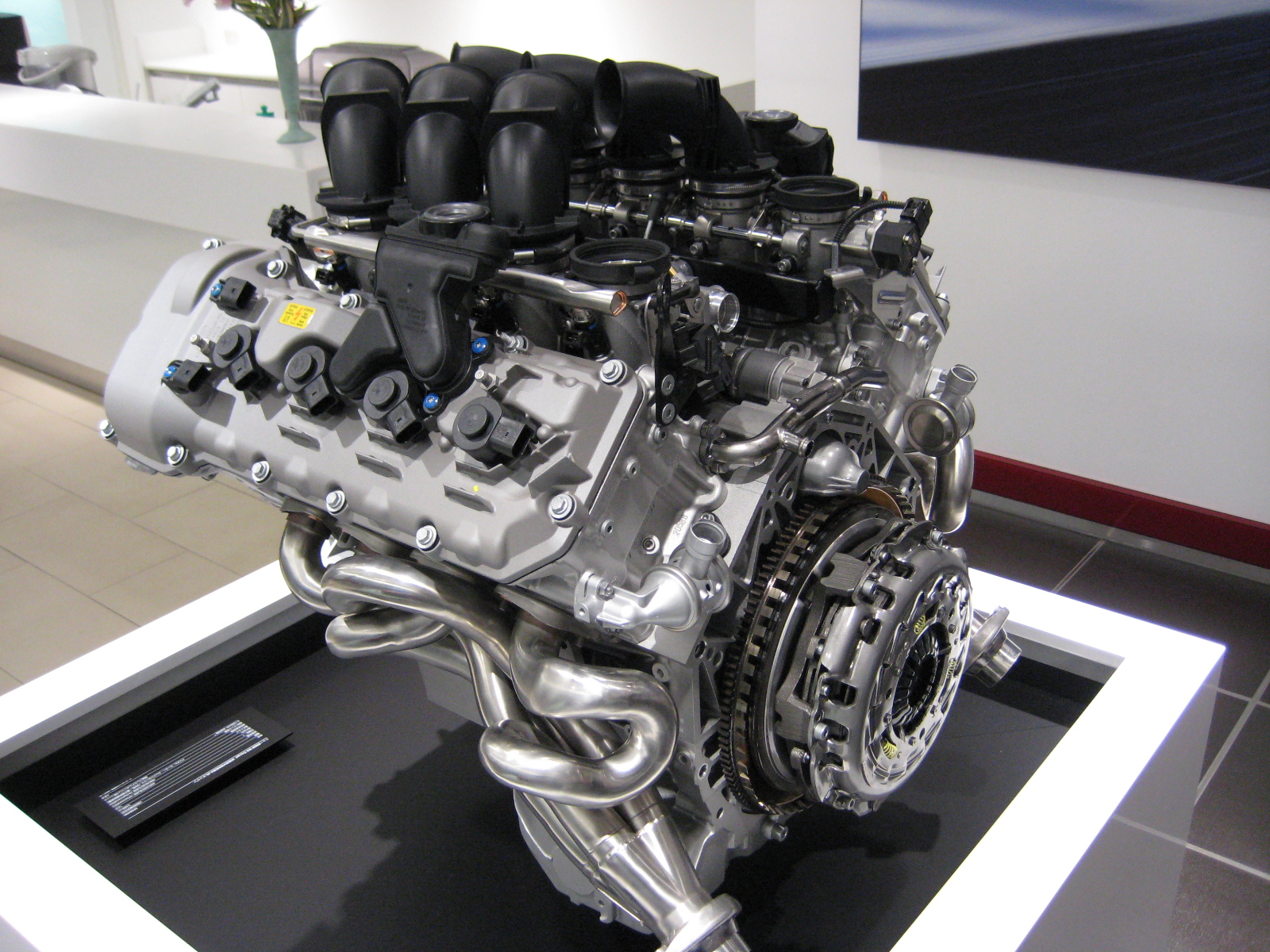
Vista della trequarti del motore BMW S65

Come di consuetudine sui recenti propulsori Motorsport, anche sull'unità S65 sono stati montati corpi farfallati singoli, uno per cilindro, azionati da due servomotori, uno per bancata, a loro volta governati dalla centralina elettronica. È assente, invece, il debimetro. Tale soluzione ha permesso di rendere più lineari i flussi d'aria in ingresso.

#### Scarico
L'impianto di scarico è stato anch'esso progettato per il motore. Esso genera una bassa contropressione, in modo da migliorare le prestazioni del motore stesso. I collettori di scarico sono in acciaio e sono stati realizzati mediante formatura ad alta pressione, perciò sono in grado di reggere elevate sollecitazioni, sia termiche che meccaniche.

#### Alimentazione ed accensione
La centralina elettronica è una Siemens MSS60, è in grado di svolgere 200 milioni di operazioni al secondo. Alla centralina elettronica sono delegati svariati compiti di primaria importanza, come il calcolo della quantità di miscela aria-benzina, dell'istante di accensione e di quello d'iniezione, nonché l'azionamento dei servomotori che regolano l'apertura delle farfalle. Inoltre deve impostare la fasatura delle camme a seconda del carico del motore stesso e regolare il minimo.
L'accensione, integrata nella centralina, sfrutta la corrente ionica delle candele per rilevare eventuali battiti in testa, detonazioni ed altre anomalie relative all'accensione stessa.

#### Prestazioni

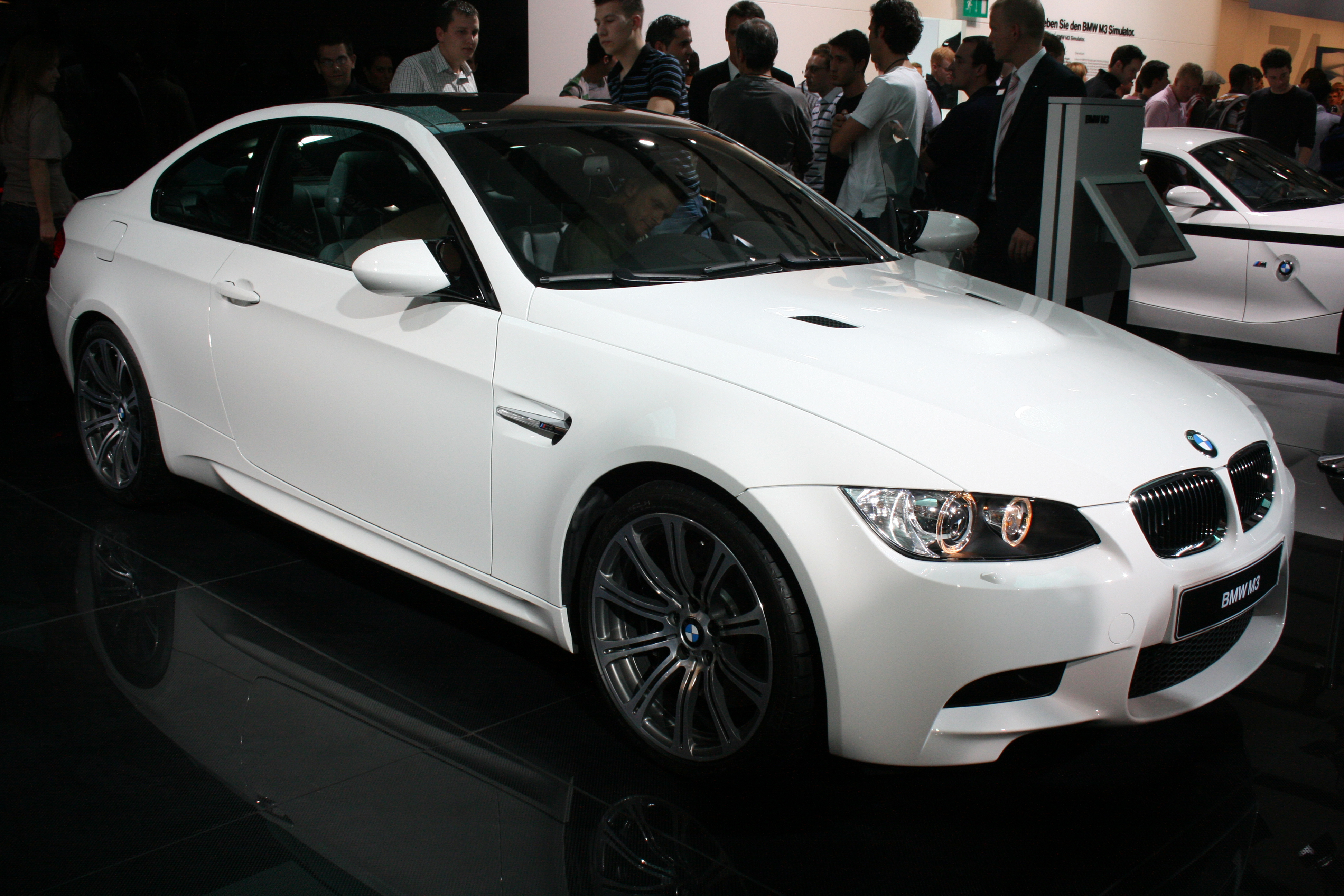
Una M3 E92 Coupé, prima BMW a montare il motore S65

Le prestazioni di questo V8 sono le seguenti: la potenza massima raggiunge i 309 kW (420 CV) a 8300 giri/min, mentre la coppia massima arriva a 400 Nm a 3900 giri/min.
La potenza specifica è quindi di 105 CV/litro, un indice dell'impostazione decisamente spinta di questo propulsore.

#### Applicazioni
Inizialmente montata sulla BMW M3 Coupé E92, lanciata nella seconda metà del 2007, questa potente unità propulsiva entro la fine dello stesso anno è finita anche sotto il cofano della BMW M3 berlina E90, mentre l'anno seguente ha trovato posto anche sulla BMW M3 Cabriolet E93.

### S65B44

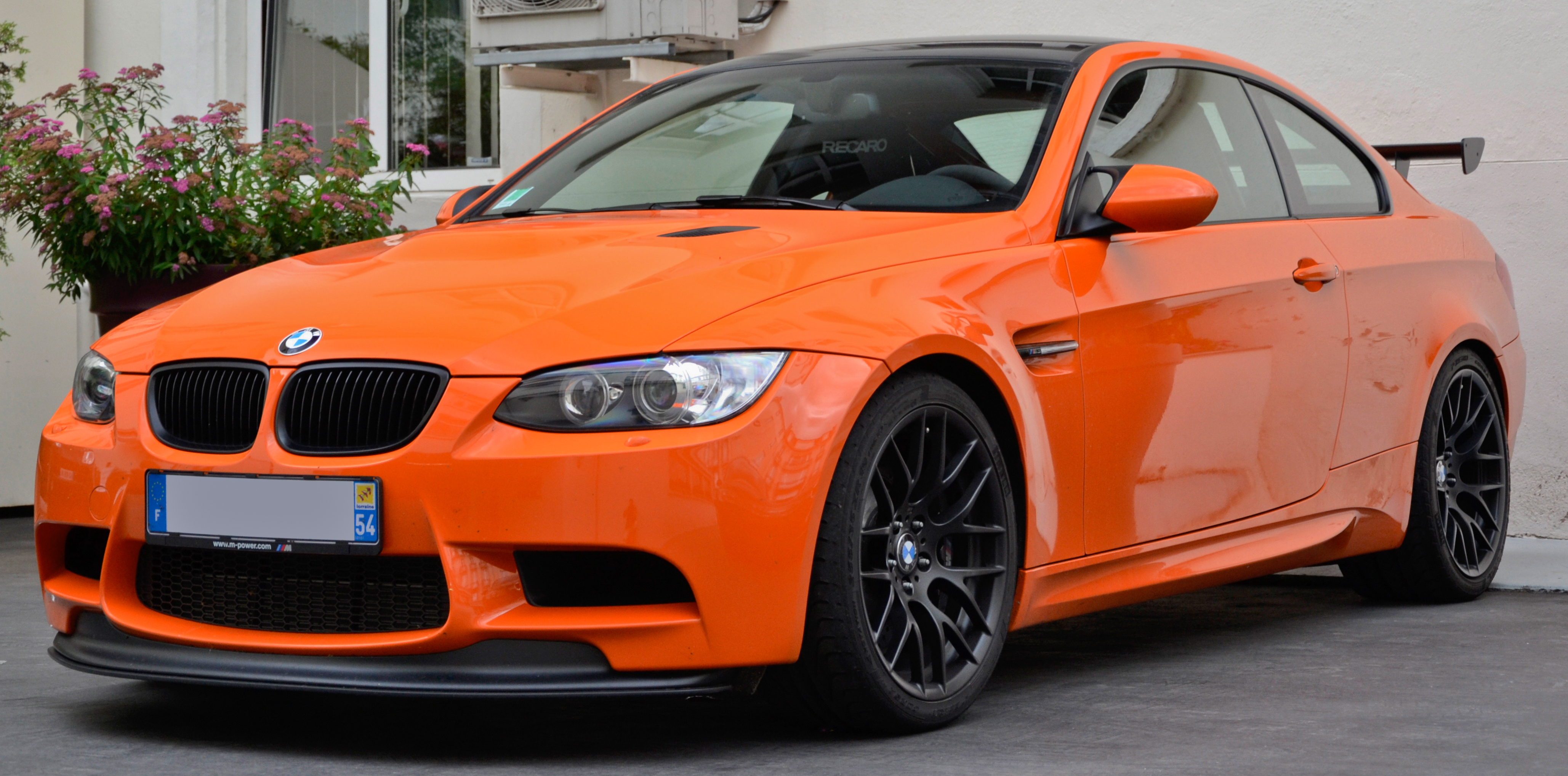
Una BMW M3 GTS dotata del V8 S65B44 da 4,4 litri

Come già accennato in precedenza, dal motore S65B40 è stato derivato anche un motore da 4,4 litri, denominato S65B44 e che ha esordito sulla BMW M3 Coupé GTS, una sorta di auto da gara omologata per l'uso stradale e prodotta in un numero limitato di esemplari a partire dal 2010.
Il motore S65B44 ha conosciuto la sua prima, e finora unica applicazione nel 2010: le differenze rispetto al già potente 4 litri stanno innanzitutto nell'aumento di cilindrata, passata da 3999 a 4361 cm³ grazie all'aumento della corsa dei cilindri da 75,2 a 82 mm, quest'ultima ottenuta impiegando un albero motore specifico. Sempre immutato il rapporto di compressione, mentre la potenza massima sale a 450 CV ad 8.300 giri/min e la coppia massima raggiunge i 440 Nm a 3.750 giri/min.
In seguito, a partire dal giugno 2011, il motore S65B44 ha trovato applicazione anche su un'altra M3 particolare, la BMW M3 CRT, con carrozzeria berlina.